# Division 2 1972/73
Die Division 2 1972/73 war die 34. Austragung der zweithöchsten französischen Fußballliga. Es handelte sich um eine offene Meisterschaft mit Profi- und Amateurklubs. Zweitligameister wurde Racing Lens.

## Vereine
Teilnahmeberechtigt waren die 33 Vereine, die nach der vorangegangenen Spielzeit weder in die erste Division auf- noch in die dritte Liga (National) abgestiegen waren; dazu kamen drei Erstligaabsteiger, aber kein bisheriger Amateur-Drittligist. Diese 36 Teilnehmer spielten in zwei überwiegend nach regionalen Gesichtspunkten eingeteilten Gruppen (eine mit Mannschaften aus dem Norden und dem Westen und eine mit Teams aus dem Süden beziehungsweise Osten).
Somit spielten in dieser Saison folgende Mannschaften um die Meisterschaft der Division 2:
- Gruppe A: US Dunkerque, US Grand Boulogne, Absteiger OSC Lille, Racing Lens, AC Cambrai, SC Amiens, FC Rouen, CA Mantes, SM Caen, Stade Laval, US Le Mans, Stade Brest, FC Lorient, AAJ Blois, FC Bourges, LB Châteauroux, Stade Poitiers PEP, Absteiger AS Angoulême
- Gruppe B: Troyes Aube Football, EAC Chaumont, Entente Bagneaux-Fontainebleau-Nemours, FC Mulhouse, Racing Club Franc-Comtois Besançon, EDS Montluçon, CS Cuiseaux-Louhans, FC Gueugnon, FC Limoges, US Toulouse, FC Sète, US Montélimar, Olympique Avignon, AC Arles, SC Toulon, ESCN La Ciotat, AS Cannes, Absteiger AS Monaco

Aufstiegsberechtigt waren die jeweiligen Gruppenersten sowie der Gewinner der Play-offs zwischen den beiden Zweitplatzierten. Eine Relegation zwischen den am schlechtesten platzierten Erstligisten, die nicht direkt abstiegen, und den besten, nicht direkt aufstiegsberechtigten Zweitligisten gab es diesmal nicht.

## Saisonverlauf
Jede Mannschaft trug gegen jeden Gruppengegner ein Hin- und ein Rückspiel aus, einmal vor eigenem Publikum und einmal auswärts. Es galt die Zwei-Punkte-Regel; bei Punktgleichheit gab die Tordifferenz und, falls auch diese identisch war – wie in dieser Saison bei Poitiers und Angoulême –, die größere Zahl geschossener Treffer den Ausschlag für die Platzierung. In Frankreich wird bei der Angabe des Punktverhältnisses ausschließlich die Zahl der Pluspunkte genannt; hier geschieht dies in der in Deutschland zu Zeiten der 2-Punkte-Regel üblichen Notation.
In beiden Staffeln gab es ein spannendes Kopf-an-Kopf-Rennen um den ersten Platz. In Gruppe B war dies ein Zweikampf zwischen Troyes und Monaco, die sich vom Verfolgerfeld frühzeitig abgesetzt hatten, bis zuletzt um die beste Position stritten und schließlich – Monaco dank der Play-offs – auch beide den Aufstieg schafften. In Gruppe A waren es sogar vier Teams, die sich bis zum vorletzten Spieltag noch Chancen auf Rang eins ausrechnen konnten. Am Ende war es dort lediglich das Torverhältnis, das den Ausschlag zugunsten von Lens gegenüber Boulogne gab, und auch Lille hatte lediglich einen Zähler Rückstand auf diese beiden Konkurrenten, besaß gegenüber Boulogne dabei sogar die deutlich bessere Tordifferenz. Am unteren Tabellenende standen in Gruppe A die drei und in Gruppe B zwei Absteiger bereits vor dem letzten Spieltag fest; nach Saisonende kam es dann aber insoweit anders, als durch den Rückzug des FC Limoges aus der Division 2 der Drittletzte der Nordwest-Staffel, Châteauroux, doch noch in der Liga verblieb.
In den 612 Begegnungen wurden 1.660 Treffer erzielt; das entspricht einem Mittelwert von 2,71 Toren je Spiel. Erfolgreichste Torschützen waren in Gruppe A Eugeniusz Faber (Lens) mit 21 und in Gruppe B Gérard Tonnel (Troyes) mit 31 Treffern; Letzterer gewann damit die Liga-Torjägerkrone. Zur folgenden Spielzeit kamen drei Absteiger aus der Division 1 (US Valenciennes-Anzin, Red Star FC und AC Ajaccio) hinzu; aus der dritthöchsten Liga stiegen sechs Mannschaften direkt auf, und zwar SC Hazebrouck, Paris Saint-Germain FC, ES La Rochelle, JGA Nevers, CS Vittel und AS Béziers.

## Abschlusstabellen

### Gruppe A
| Pl. | Verein             | Sp. | S  | U  | N  | Tore    | Diff. | Punkte |
| --- | ------------------ | --- | -- | -- | -- | ------- | ----- | ------ |
| 1.  | Racing Lens        | 34  | 18 | 9  | 7  | 067:280 | +39   | 45:23  |
| 2.  | US Grand Boulogne  | 34  | 21 | 3  | 10 | 052:340 | +18   | 45:23  |
| 3.  | OSC Lille (A)      | 34  | 19 | 6  | 9  | 060:260 | +34   | 44:24  |
| 4.  | US Dunkerque       | 34  | 17 | 8  | 9  | 062:410 | +21   | 42:26  |
| 5.  | Stade Poitiers PEP | 34  | 15 | 9  | 10 | 054:480 | +6    | 39:29  |
| 6.  | AS Angoulême (A)   | 34  | 14 | 11 | 9  | 040:340 | +6    | 39:29  |
| 7.  | Stade Brest        | 34  | 13 | 11 | 10 | 039:360 | +3    | 37:31  |
| 8.  | US Le Mans         | 34  | 13 | 11 | 10 | 049:540 | −5    | 37:31  |
| 9.  | FC Rouen           | 34  | 16 | 4  | 14 | 062:490 | +13   | 36:32  |
| 10. | Stade Laval        | 34  | 12 | 10 | 12 | 032:300 | +2    | 34:34  |
| 11. | FC Lorient         | 34  | 14 | 5  | 15 | 038:360 | +2    | 33:35  |
| 12. | AC Cambrai         | 34  | 12 | 6  | 16 | 039:570 | −18   | 30:38  |
| 13. | CA Mantes          | 34  | 8  | 12 | 14 | 040:510 | −11   | 28:40  |
| 14. | AAJ Blois          | 34  | 10 | 8  | 16 | 041:570 | −16   | 28:40  |
| 15. | FC Bourges         | 34  | 9  | 9  | 16 | 039:560 | −17   | 27:41  |
| 16. | LB Châteauroux     | 34  | 9  | 6  | 19 | 037:660 | −29   | 24:44  |
| 17. | SM Caen            | 34  | 8  | 7  | 19 | 037:650 | −28   | 23:45  |
| 18. | SC Amiens          | 34  | 7  | 7  | 20 | 036:560 | −20   | 21:47  |

Platzierungskriterien: 1. Punkte – 2. Tordifferenz – 3. geschossene Tore

| (A) | Absteiger aus der Division 1 1971/72 |

### Gruppe B
Platzierungskriterien: 1. Punkte – 2. Tordifferenz – 3. geschossene Tore

| (A) | Absteiger aus der Division 1 1971/72 |

## Ermittlung des Meisters
Die beiden Gruppensieger trafen in Hin- und Rückspiel aufeinander, um den diesjährigen Meister der Division 2 zu ermitteln. Racing Lens sicherte sich den Meistertitel.
| Gruppe A    | Gesamt | Gruppe B             | Hinspiel | Rückspiel |
| ----------- | ------ | -------------------- | -------- | --------- |
| Racing Lens | 4:2    | Troyes Aube Football | 1:0      | 3:2       |

## Relegation
Nach dem gleichen Modus kämpften die beiden Gruppenzweiten um einen weiteren Aufstiegsplatz in die höchste Spielklasse. In der ersten Partie trennten sich Boulogne und Monaco 2:2, im Rückspiel behielten die Monegassen mit einem 8:1-Kantersieg die Oberhand und kehrten nach nur einem Jahr in die Division 1 zurück.
| Gruppe A          | Gesamt | Gruppe B  | Hinspiel | Rückspiel |
| ----------------- | ------ | --------- | -------- | --------- |
| US Grand Boulogne | 03:10  | AS Monaco | 2:2      | 1:8       |